# Ambatofinandrahana
Ambatofinandrahana è una città e comune del Madagascar situata nel distretto di Ambatofinandrahana, regione di Amoron'i Mania. 
La popolazione del comune rilevata nel censimento 2001 era pari a 26 365 unità.